# Cheekface
Cheekface é uma banda americana de indie rock baseada em Los Angeles, Califórnia. Formada em 2017, o grupo é composto pelo guitarrista e vocalista principal Greg Katz, pela baixista e vocalista de apoio Amanda Tannen e pelo baterista Mark Edwards. O Cheekface lançou cinco álbuns de estúdio, cinco EPs e um álbum ao vivo, todos pela gravadora de Katz, New Professor Music.
As músicas do grupo, caracterizadas pelo estilo de canto falado de Katz, geralmente são curtas e focadas nas letras, com um humor seco e uma abordagem lírica que frequentemente trata de ansiedade e inquietação sociopolítica. Alguns fãs da banda se referem a si mesmos como "Cheek Freaks".

## História
Cheekface é composto por três membros: Greg Katz (guitarra), Amanda Tannen (baixo) e Mark Edwards (bateria). Após se formar na Universidade da Califórnia, Los Angeles, durante a Grande Recessão, Katz começou a trabalhar com artistas e repertório para gravadoras. Katz, que tocava baixo na banda LA Font, perdeu o emprego em 2011 e, posteriormente, fundou sua própria gravadora, New Professor Music.
Tannen, por sua vez, treinou violoncelo clássico na juventude e tocou baixo na banda indie rock Stellastarr, baseada no Brooklyn, Nova York, nos anos 2000. Após o fim da banda, ela trabalhou com design gráfico e se mudou para Los Angeles. Ela conheceu Katz através de um amigo designer gráfico que namorava Katz em 2017, e os dois decidiram começar a compor juntos.
Cheekface foi formado em Los Angeles em 2017 com a adição de Edwards, que Katz conhecia da cena musical da cidade. Tannen afirmou que queria "estar em uma banda que não é legal"; o grupo considerou outros nomes antes de escolher Cheekface, incluindo "Ryan Gosling’s Huge Freakin’ Delts" e "Plumping". O primeiro ano da banda foi dedicado à composição; Tannen e Katz descreveram o processo como uma tentativa de fazer um ao outro rir, e as letras que conseguiam isso acabavam nas músicas.
A banda começou a tocar ao vivo em 2018, geralmente como banda de abertura. O grupo não esperava uma recepção entusiasmada ao seu som. No entanto, em 2019, durante um show no The Satellite em Los Angeles, Katz ficou surpreso ao perceber que alguns espectadores cantavam todas as letras de uma de suas músicas, o que o fez esquecer momentaneamente suas próprias falas.
Após lançar vários singles no Bandcamp em 2018, como "Sexy National Anthem", "Glendale" e "I Only Say I'm Sorry When I'm Wrong Now", a banda lançou seu primeiro álbum, Therapy Island, em março de 2019.
...

## Estilo musical e influências
Cheekface é uma banda de indie rock. Zach Schonfeld, da Alternative Press, descreveu suas músicas como baseadas em letras com um senso de humor seco, caracterizando suas canções como repletas de trocadilhos, referências obscuras e menções a momentos culturais do passado. Schonfeld escreveu que a ansiedade e o medo sociopolítico são temas recorrentes na música da banda.
A banda afirma ser influenciada por "grandes cantores falados americanos", incluindo Lou Reed, Stephen Malkmus e Jonathan Richman, bem como pelo grupo de hip hop alternativo Das Racist.
...

## Discografia
- Therapy Island (2019)
- Emphatically No. (2021)
- Too Much to Ask (2022)
- It's Sorted (2024)
- Middle Spoon (2025)

...

## Links externos
- Media relacionados com Cheekface no Wikimedia Commons